# Booba/Diskografie
Diese Diskografie ist eine Übersicht über die musikalischen Werke des französischen Rappers Booba. Den Schallplattenauszeichnungen zufolge hat er bisher mehr als 15,1 Millionen Tonträger verkauft. Seine erfolgreichste Veröffentlichung ist das Album Trône mit über 500.000 verkauften Einheiten.

## Alben

### Studioalben
| Jahr | Titel Musiklabel                        | Höchstplatzierung, Gesamtwochen, AuszeichnungChartplatzierungen (Jahr, Titel, Musiklabel, Platzierungen, Wochen, Auszeichnungen, Anmerkungen) | Höchstplatzierung, Gesamtwochen, AuszeichnungChartplatzierungen (Jahr, Titel, Musiklabel, Platzierungen, Wochen, Auszeichnungen, Anmerkungen) | Höchstplatzierung, Gesamtwochen, AuszeichnungChartplatzierungen (Jahr, Titel, Musiklabel, Platzierungen, Wochen, Auszeichnungen, Anmerkungen) | Anmerkungen                             | [↑]: gemeinsam behandelt mit vorhergehendem Eintrag; [←]: in beiden Charts platziert |
| Jahr | Titel Musiklabel                        | FR | BEW | CH | Anmerkungen                             |                                                                                      |
| ---- | --------------------------------------- | --- | --- | --- | --------------------------------------- | ------------------------------------------------------------------------------------ |
| 2002 | Temps mort Tallac Records               | FR2 Gold · (40 Wo.)FR | BEW41 (1 Wo.)BEW | — | Erstveröffentlichung: 22. Januar 2002   |                                                                                      |
| 2004 | Panthéon Tallac Records                 | FR3 Gold · (56 Wo.)FR | BEW26 (19 Wo.)BEW | CH25 (8 Wo.)CH | Erstveröffentlichung: 11. Mai 2004      |                                                                                      |
| 2006 | Ouest Side Tallac Records               | FR1 Platin · (63 Wo.)FR | BEW12 (33 Wo.)BEW | CH18 (13 Wo.)CH | Erstveröffentlichung: 13. Februar 2006  |                                                                                      |
| 2008 | 0.9 Tallac Records                      | FR6 (30 Wo.)FR | BEW27 (13 Wo.)BEW | CH60 (2 Wo.)CH | Erstveröffentlichung: 24. November 2008 |                                                                                      |
| 2010 | Lunatic Tallac Records                  | FR1 (43 Wo.)FR | BEW9 (22 Wo.)BEW | CH24 (3 Wo.)CH | Erstveröffentlichung: 22. November 2010 |                                                                                      |
| 2012 | Futur Tallac Records                    | FR4 ×3Dreifachplatin · (60 Wo.)FR | BEW5 (77 Wo.)BEW | CH14 (3 Wo.)CH | Erstveröffentlichung: 26. November 2012 |                                                                                      |
| 2013 | Futur 2.0 Tallac Records[FR: ↑][BEW: ↑] | FR4 ×3Dreifachplatin · (60 Wo.)FR | BEW5 (77 Wo.)BEW | CH28 (1 Wo.)CH | Erstveröffentlichung: 25. November 2013 |                                                                                      |
| 2015 | D.U.C. Tallac Records                   | FR1 Platin · (37 Wo.)FR | BEW1 (37 Wo.)BEW | CH2 (5 Wo.)CH | Erstveröffentlichung: 13. April 2015    |                                                                                      |
| 2015 | Nero Nemesis Tallac Records             | FR7 Platin · (77 Wo.)FR | BEW7 (103 Wo.)BEW | CH9 (4 Wo.)CH | Erstveröffentlichung: 4. Dezember 2015  |                                                                                      |
| 2017 | Trône Tallac Records                    | FR1 Diamant · (124 Wo.)FR | BEW3 (272 Wo.)BEW | CH12 (5 Wo.)CH | Erstveröffentlichung: 1. Dezember 2017  |                                                                                      |
| 2021 | Ultra Tallac Records                    | FR2 ×2Doppelplatin · (133 Wo.)FR | BEW2 Platin · (86 Wo.)BEW | CH2 (14 Wo.)CH | Erstveröffentlichung: 4. März 2021      |                                                                                      |
| 2024 | Ad vitam æternam Tallac Records         | FR1 Platin · (… Wo.)FR | BEW1 (37 Wo.)BEW | CH3 (8 Wo.)CH | Erstveröffentlichung: 9. Februar 2024   |                                                                                      |

### Mixtapes
| Jahr | Titel           | Höchstplatzierung, Gesamtwochen, AuszeichnungChartplatzierungen (Jahr, Titel, Platzierungen, Wochen, Auszeichnungen, Anmerkungen) | Höchstplatzierung, Gesamtwochen, AuszeichnungChartplatzierungen (Jahr, Titel, Platzierungen, Wochen, Auszeichnungen, Anmerkungen) | Höchstplatzierung, Gesamtwochen, AuszeichnungChartplatzierungen (Jahr, Titel, Platzierungen, Wochen, Auszeichnungen, Anmerkungen) | Anmerkungen                             |
| Jahr | Titel           | FR | BEW | CH | Anmerkungen                             |
| ---- | --------------- | --- | --- | --- | --------------------------------------- |
| 2005 | Autopsie Vol. 1 | FR66 (16 Wo.)FR | — | — | Erstveröffentlichung: 30. Mai 2005      |
| 2007 | Autopsie Vol. 2 | FR8 (15 Wo.)FR | BEW98 (1 Wo.)BEW | — | Erstveröffentlichung: 22. Januar 2007   |
| 2009 | Autopsie Vol. 3 | FR2 (22 Wo.)FR | BEW19 (14 Wo.)BEW | — | Erstveröffentlichung: 22. Juni 2009     |
| 2011 | Autopsie Vol. 4 | FR2 (23 Wo.)FR | BEW32 (34 Wo.)BEW | CH64 (1 Wo.)CH | Erstveröffentlichung: 14. November 2011 |
| 2017 | Autopsie 0      | FR20 Gold · (30 Wo.)FR | BEW48 (1 Wo.)BEW | — | Erstveröffentlichung: 10. März 2017     |

## Singles

### Als Leadmusiker
| Jahr | Titel Album                      | Höchstplatzierung, Gesamtwochen, AuszeichnungChartplatzierungen (Jahr, Titel, Album, Platzierungen, Wochen, Auszeichnungen, Anmerkungen) | Höchstplatzierung, Gesamtwochen, AuszeichnungChartplatzierungen (Jahr, Titel, Album, Platzierungen, Wochen, Auszeichnungen, Anmerkungen) | Höchstplatzierung, Gesamtwochen, AuszeichnungChartplatzierungen (Jahr, Titel, Album, Platzierungen, Wochen, Auszeichnungen, Anmerkungen) | Höchstplatzierung, Gesamtwochen, AuszeichnungChartplatzierungen (Jahr, Titel, Album, Platzierungen, Wochen, Auszeichnungen, Anmerkungen) | Anmerkungen                                                          | [↑]: gemeinsam behandelt mit vorhergehendem Eintrag; [←]: in beiden Charts platziert |
| Jahr | Titel Album                      | FR Downl. | FR Str. | BEW | CH | Anmerkungen                                                          |                                                                                      |
| --- | -------------------------------- | --- | --- | --- | --- | -------------------------------------------------------------------- | ------------------------------------------------------------------------------------ |
| 2002 | Destinée Temps mort              | FR41 (16 Wo.)FR [FR Str.: ←] | FR41 (16 Wo.)FR [FR Str.: ←] | — | — | Erstveröffentlichung: 11. November 2002                              |                                                                                      |
| 2004 | Avant de partir Panthéon         | FR24 (16 Wo.)FR [FR Str.: ←] | FR24 (16 Wo.)FR [FR Str.: ←] | — | — | Erstveröffentlichung: 3. November 2004 feat. Léya Masry              |                                                                                      |
| 2006 | Au bout des rêves Ouest Side     | FR22 (16 Wo.)FR [FR Str.: ←] | FR22 (16 Wo.)FR [FR Str.: ←] | — | — | Erstveröffentlichung: 24. Juli 2006 feat. Trade Union & Mister Rudie |                                                                                      |
| 2010 | Paradis Lunatic                  | FR99 (1 Wo.)FR [FR Str.: ←] | FR99 (1 Wo.)FR [FR Str.: ←] | — | — | Erstveröffentlichung: 2. November 2010                               |                                                                                      |
| 2011 | Paname Autopsie Vol. 4           | FR48 (3 Wo.)FR [FR Str.: ←] | FR48 (3 Wo.)FR [FR Str.: ←] | — | — | Erstveröffentlichung: 19. August 2011                                |                                                                                      |
| 2011 | Bakel City Gang Autopsie Vol. 4  | FR30 (3 Wo.)FR [FR Str.: ←] | FR30 (3 Wo.)FR [FR Str.: ←] | — | — | Erstveröffentlichung: 30. September 2011                             |                                                                                      |
| 2011 | Scarface Autopsie Vol. 4         | FR20 Gold · (29 Wo.)FR [FR Str.: ←] | FR20 Gold · (29 Wo.)FR [FR Str.: ←] | — | — | Erstveröffentlichung: 28. Oktober 2011                               |                                                                                      |
| 2012 | Caramel Futur                    | FR10 (15 Wo.)FR [FR Str.: ←] | FR10 (15 Wo.)FR [FR Str.: ←] | BEW42 (1 Wo.)BEW | — | Erstveröffentlichung: 22. September 2012                             |                                                                                      |
| 2012 | Tombé pour elle Futur            | FR16 (11 Wo.)FR [FR Str.: ←] | FR16 (11 Wo.)FR [FR Str.: ←] | BEW44 (1 Wo.)BEW | — | Erstveröffentlichung: 23. November 2012                              |                                                                                      |
| 2013 | Turfu Futur 2.0                  | FR11 (13 Wo.)FR [FR Str.: ←] | FR11 (13 Wo.)FR [FR Str.: ←] | BEW34 (2 Wo.)BEW | — | Erstveröffentlichung: 21. Juni 2013                                  |                                                                                      |
| 2013 | RTC Futur 2.0                    | FR13 (9 Wo.)FR [FR Str.: ←] | FR13 (9 Wo.)FR [FR Str.: ←] | — | — | Erstveröffentlichung: 20. September 2013                             |                                                                                      |
| 2013 | Parlons peu Futur 2.0            | FR5 (5 Wo.)FR [FR Str.: ←] | FR5 (5 Wo.)FR [FR Str.: ←] | BEW27 (1 Wo.)BEW | — | Erstveröffentlichung: 4. November 2013                               |                                                                                      |
| 2014 | OKLM D.U.C.                      | FR1 (10 Wo.)FR [FR Str.: ←] | FR1 (10 Wo.)FR [FR Str.: ←] | BEW7 (1 Wo.)BEW | CH72 (1 Wo.)CH | Erstveröffentlichung: 26. Mai 2014                                   |                                                                                      |
| 2014 | 3 G D.U.C.                       | FR70 (1 Wo.)FR | FR Str.81 (3 Wo.)FR Str. | — | — | Erstveröffentlichung: 12. September 2014                             |                                                                                      |
| 2015 | Tony Sosa D.U.C.                 | FR14 (8 Wo.)FR | FR Str.41 (13 Wo.)FR Str. | BEW46 (1 Wo.)BEW | — | Erstveröffentlichung: 16. Februar 2015                               |                                                                                      |
| 2015 | LVMH D.U.C.                      | FR28 (4 Wo.)FR | FR Str.36 (10 Wo.)FR Str. | — | — | Erstveröffentlichung: 2. April 2015                                  |                                                                                      |
| 2015 | Validée Nero Nemesis             | FR2 (49 Wo.)FR | FR Str.7 (75 Wo.)FR Str. | BEW41 (2 Wo.)BEW | — | Erstveröffentlichung: 31. August 2015 feat. Benash                   |                                                                                      |
| 2015 | Attila Nero Nemesis              | FR35 (2 Wo.)FR | FR Str.39 (15 Wo.)FR Str. | — | — | Erstveröffentlichung: 23. September 2015                             |                                                                                      |
| 2015 | Génération assassin Nero Nemesis | FR40 (3 Wo.)FR | FR Str.15 (22 Wo.)FR Str. | — | — | Erstveröffentlichung: 27. November 2015                              |                                                                                      |
| 2015 | 4G Nero Nemesis                  | FR109 (1 Wo.)FR | FR Str.45 (11 Wo.)FR Str. | — | — | Erstveröffentlichung: 17. Dezember 2015                              |                                                                                      |
| 2016 | JDC Autopsie 0                   | FR10 (2 Wo.)FR | FR Str.102 (3 Wo.)FR Str. | — | — | Erstveröffentlichung: 29. Januar 2016                                |                                                                                      |
| 2016 | 92i Veyron Nero Nemesis          | FR57 Diamant · (43 Wo.)FR | FR Str.13 (62 Wo.)FR Str. | — | — | Erstveröffentlichung: 5. Februar 2016                                |                                                                                      |
| 2016 | Salside Autopsie 0               | FR8 Gold · (6 Wo.)FR | FR Str.27 (23 Wo.)FR Str. | — | — | Erstveröffentlichung: 13. Mai 2016                                   |                                                                                      |
| 2016 | É.L.É.P.H.A.N.T Trône            | FR1 Diamant · (22 Wo.)FR | FR Str.9 (29 Wo.)FR Str. | BEW39 (1 Wo.)BEW | — | Erstveröffentlichung: 25. Juli 2016                                  |                                                                                      |
| 2016 | DKR Trône                        | FR1 Diamant · (63 Wo.)FR | FR Str.1 (19 Wo.)FR Str. | BEW42 (4 Wo.)BEW | CH42 (4 Wo.)CH | Erstveröffentlichung: 30. September 2016                             |                                                                                      |
| 2017 | Daniel Sam –                     | FR27 Gold · (16 Wo.)FR | FR Str.15 (5 Wo.)FR Str. | — | — | Erstveröffentlichung: 4. Januar 2017                                 |                                                                                      |
| 2017 | Nougat Trône                     | FR4 Platin · (22 Wo.)FR [FR Str.: ←] | FR4 Platin · (22 Wo.)FR [FR Str.: ←] | BEW42 (1 Wo.)BEW | CH61 (1 Wo.)CH | Erstveröffentlichung: 7. Juli 2017                                   |                                                                                      |
| 2018 | Gotham –                         | FR5 Platin · (16 Wo.)FR [FR Str.: ←] | FR5 Platin · (16 Wo.)FR [FR Str.: ←] | BEW17 (1 Wo.)BEW | CH48 (1 Wo.)CH | Erstveröffentlichung: 30. März 2018                                  |                                                                                      |
| 2018 | BB –                             | FR2 Diamant · (26 Wo.)FR [FR Str.: ←] | FR2 Diamant · (26 Wo.)FR [FR Str.: ←] | BEW17 (2 Wo.)BEW | CH42 (2 Wo.)CH | Erstveröffentlichung: 2. Oktober 2018                                |                                                                                      |
| 2019 | PGP –                            | FR1 Diamant · (25 Wo.)FR [FR Str.: ←] | FR1 Diamant · (25 Wo.)FR [FR Str.: ←] | BEW9 (3 Wo.)BEW | CH22 (2 Wo.)CH | Erstveröffentlichung: 24. Januar 2019                                |                                                                                      |
| 2019 | Arc-en-ciel –                    | FR1 Diamant · (28 Wo.)FR [FR Str.: ←] | FR1 Diamant · (28 Wo.)FR [FR Str.: ←] | BEW16 (2 Wo.)BEW | CH37 (1 Wo.)CH | Erstveröffentlichung: 16. Mai 2019                                   |                                                                                      |
| 2019 | Freestyle Pirate –               | FR42 (2 Wo.)FR [FR Str.: ←] | FR42 (2 Wo.)FR [FR Str.: ←] | — | — | Erstveröffentlichung: 17. Juli 2019                                  |                                                                                      |
| 2019 | Glaive –                         | FR10 Gold · (17 Wo.)FR [FR Str.: ←] | FR10 Gold · (17 Wo.)FR [FR Str.: ←] | — | — | Erstveröffentlichung: 31. Juli 2019                                  |                                                                                      |
| 2020 | Cavaliero –                      | FR28 (8 Wo.)FR [FR Str.: ←] | FR28 (8 Wo.)FR [FR Str.: ←] | — | — | Erstveröffentlichung: 8. März 2020                                   |                                                                                      |
| 2020 | Jauné –                          | FR1 Diamant · (39 Wo.)FR [FR Str.: ←] | FR1 Diamant · (39 Wo.)FR [FR Str.: ←] | BEW25 (5 Wo.)BEW | CH26 (6 Wo.)CH | Erstveröffentlichung: 11. Mai 2020 feat. Zed                         |                                                                                      |
| 2020 | Dolce vita –                     | FR6 Platin · (19 Wo.)FR [FR Str.: ←] | FR6 Platin · (19 Wo.)FR [FR Str.: ←] | BEW47 (1 Wo.)BEW | CH51 (3 Wo.)CH | Erstveröffentlichung: 13. Juli 2020                                  |                                                                                      |
| 2020 | 5G Ultra                         | FR1 Platin · (10 Wo.)FR [FR Str.: ←] | FR1 Platin · (10 Wo.)FR [FR Str.: ←] | BEW16 (3 Wo.)BEW | CH28 (1 Wo.)CH | Erstveröffentlichung: 5. November 2020                               |                                                                                      |
| 2020 | Azerty Ultra                     | FR11 Gold · (11 Wo.)FR [FR Str.: ←] | FR11 Gold · (11 Wo.)FR [FR Str.: ←] | BEW23 (1 Wo.)BEW | — | Erstveröffentlichung: 21. Dezember 2020                              |                                                                                      |
| 2021 | Piccolo –                        | FR28 (6 Wo.)FR [FR Str.: ←] | FR28 (6 Wo.)FR [FR Str.: ←] | — | — | Erstveröffentlichung: 22. Januar 2021 mit Gato & Bramsito            |                                                                                      |
| 2021 | Ratpi World –                    | FR1 Platin · (18 Wo.)FR [FR Str.: ←] | FR1 Platin · (18 Wo.)FR [FR Str.: ←] | BEW27 (2 Wo.)BEW | CH34 (3 Wo.)CH | Erstveröffentlichung: 25. Januar 2021                                |                                                                                      |
| 2021 | Mona Lisa Ultra                  | FR1 Diamant · (78 Wo.)FR [FR Str.: ←] | FR1 Diamant · (78 Wo.)FR [FR Str.: ←] | BEW2 (8 Wo.)BEW | CH7 (8 Wo.)CH | Erstveröffentlichung: 3. März 2021 feat. JSX                         |                                                                                      |
| 2021 | Kayna –                          | FR4 Gold · (9 Wo.)FR [FR Str.: ←] | FR4 Gold · (9 Wo.)FR [FR Str.: ←] | BEW40 (1 Wo.)BEW | CH55 (1 Wo.)CH | Erstveröffentlichung: 6. Mai 2021                                    |                                                                                      |
| 2021 | Plaza athénée –                  | FR10 Gold · (7 Wo.)FR [FR Str.: ←] | FR10 Gold · (7 Wo.)FR [FR Str.: ←] | — | — | Erstveröffentlichung: 27. Mai 2021                                   |                                                                                      |
| 2021 | Dragon –                         | FR22 Gold · (8 Wo.)FR [FR Str.: ←] | FR22 Gold · (8 Wo.)FR [FR Str.: ←] | — | CH77 (1 Wo.)CH | Erstveröffentlichung: 15. Juli 2021                                  |                                                                                      |
| 2021 | Variant –                        | FR7 Gold · (8 Wo.)FR [FR Str.: ←] | FR7 Gold · (8 Wo.)FR [FR Str.: ←] | — | CH65 (1 Wo.)CH | Erstveröffentlichung: 2. September 2021                              |                                                                                      |
| 2021 | Geronimo –                       | FR6 Gold · (4 Wo.)FR [FR Str.: ←] | FR6 Gold · (4 Wo.)FR [FR Str.: ←] | BEW41 (1 Wo.)BEW | CH35 (1 Wo.)CH | Erstveröffentlichung: 21. Oktober 2021                               |                                                                                      |
| 2021 | Leo Messi –                      | FR18 (4 Wo.)FR [FR Str.: ←] | FR18 (4 Wo.)FR [FR Str.: ←] | BEW48 (1 Wo.)BEW | CH72 (1 Wo.)CH | Erstveröffentlichung: 4. November 2021                               |                                                                                      |
| 2021 | PRT MLJ Hills                    | FR51 (2 Wo.)FR [FR Str.: ←] | FR51 (2 Wo.)FR [FR Str.: ←] | — | — | Erstveröffentlichung: 16. Dezember 2021 mit Dala & JSX               |                                                                                      |
| 2022 | Pablo –                          | FR77 (4 Wo.)FR [FR Str.: ←] | FR77 (4 Wo.)FR [FR Str.: ←] | — | — | Erstveröffentlichung: 20. Januar 2022                                |                                                                                      |
| 2022 | Téléphone –                      | FR82 (2 Wo.)FR [FR Str.: ←] | FR82 (2 Wo.)FR [FR Str.: ←] | — | — | Erstveröffentlichung: 26. Juli 2022 feat. Sfera Ebbasta              |                                                                                      |
| 2022 | Koa –                            | FR2 Gold · (6 Wo.)FR [FR Str.: ←] | FR2 Gold · (6 Wo.)FR [FR Str.: ←] | BEW47 (1 Wo.)BEW | CH54 (1 Wo.)CH | Erstveröffentlichung: 13. Oktober 2022                               |                                                                                      |
| 2022 | Morocco Diego Soda               | FR141 (1 Wo.)FR [FR Str.: ←] | FR141 (1 Wo.)FR [FR Str.: ←] | — | — | Erstveröffentlichung: 2. November 2022 mit Gato                      |                                                                                      |
| 2022 | Iste –                           | FR117 (1 Wo.)FR [FR Str.: ←] | FR117 (1 Wo.)FR [FR Str.: ←] | — | — | Erstveröffentlichung: 15. November 2022                              |                                                                                      |
| 2023 | Signé Ad vitam æternam           | FR18 Gold · (5 Wo.)FR [FR Str.: ←] | FR18 Gold · (5 Wo.)FR [FR Str.: ←] | — | — | Erstveröffentlichung: 15. Juni 2023                                  |                                                                                      |
| 2023 | Sport Billy Ad vitam æternam     | FR10 (3 Wo.)FR [FR Str.: ←] | FR10 (3 Wo.)FR [FR Str.: ←] | — | — | Erstveröffentlichung: 16. November 2023                              |                                                                                      |
| 2024 | 6G Ad vitam æternam              | FR6 (7 Wo.)FR [FR Str.: ←] | FR6 (7 Wo.)FR [FR Str.: ←] | BEW32 (2 Wo.)BEW | CH44 (2 Wo.)CH | Erstveröffentlichung: 1. Februar 2024                                |                                                                                      |
| 2024 | Muay Thaï –                      | FR143 (1 Wo.)FR [FR Str.: ←] | FR143 (1 Wo.)FR [FR Str.: ←] | — | — | Erstveröffentlichung: 3. Dezember 2024                               |                                                                                      |
| 2024 | Freestyle CKO –                  | FR95 (3 Wo.)FR [FR Str.: ←] | FR95 (3 Wo.)FR [FR Str.: ←] | — | — | Erstveröffentlichung: 22. Dezember 2024                              |                                                                                      |
| 2024 | Këur –                           | FR145 (2 Wo.)FR [FR Str.: ←] | FR145 (2 Wo.)FR [FR Str.: ←] | — | — | Erstveröffentlichung: 23. Dezember 2024                              |                                                                                      |
| 2025 | Ici c’est Paris –                | FR139 (1 Wo.)FR [FR Str.: ←] | FR139 (1 Wo.)FR [FR Str.: ←] | — | — | Erstveröffentlichung: 18. Juni 2025 mit Blessd                       |                                                                                      |
| 2025 | DD –                             | FR44 (… Wo.)FR [FR Str.: ←] | FR44 (… Wo.)FR [FR Str.: ←] | — | — | Erstveröffentlichung: 18. Juni 2025 mit Benash                       |                                                                                      |
| Folgende Lieder erschienen nicht als Single, wurden aber durch das Album zum Download und Streaming bereitgestellt und konnten somit eine Platzierung erlangen: |                                  | | | | |                                                                      |                                                                                      |
| |                                  | | | | |                                                                      |                                                                                      |
| 2012 | Futur                            | FR111 (1 Wo.)FR [FR Str.: ←] | FR111 (1 Wo.)FR [FR Str.: ←] | — | — |                                                                      |                                                                                      |
| 2012 | Kalash Futur                     | FR116 (4 Wo.)FR [FR Str.: ←] | FR116 (4 Wo.)FR [FR Str.: ←] | — | — | feat. Kaaris                                                         |                                                                                      |
| 2012 | Wesh Morray Futur                | FR121 (1 Wo.)FR [FR Str.: ←] | FR121 (1 Wo.)FR [FR Str.: ←] | — | — |                                                                      |                                                                                      |
| 2012 | Rolex Futur                      | FR131 (1 Wo.)FR [FR Str.: ←] | FR131 (1 Wo.)FR [FR Str.: ←] | — | — | feat. Gato                                                           |                                                                                      |
| 2012 | Jimmy Futur                      | FR108 (6 Wo.)FR [FR Str.: ←] | FR108 (6 Wo.)FR [FR Str.: ←] | — | — |                                                                      |                                                                                      |
| 2012 | Tout c’que j’ai Futur            | FR150 (1 Wo.)FR [FR Str.: ←] | FR150 (1 Wo.)FR [FR Str.: ←] | — | — |                                                                      |                                                                                      |
| 2012 | C’est la vie Futur               | FR153 (1 Wo.)FR [FR Str.: ←] | FR153 (1 Wo.)FR [FR Str.: ←] | — | — | feat. 2 Chainz                                                       |                                                                                      |
| 2012 | 1.8.7 Futur                      | FR158 (1 Wo.)FR [FR Str.: ←] | FR158 (1 Wo.)FR [FR Str.: ←] | — | — | feat. Rick Ross                                                      |                                                                                      |
| 2012 | 2Pac Futur                       | FR191 (1 Wo.)FR [FR Str.: ←] | FR191 (1 Wo.)FR [FR Str.: ←] | — | — |                                                                      |                                                                                      |
| 2013 | A.C. Milan Futur 2.0             | FR7 (12 Wo.)FR [FR Str.: ←] | FR7 (12 Wo.)FR [FR Str.: ←] | BEW19 (1 Wo.)BEW | — |                                                                      |                                                                                      |
| 2013 | T.L.T Futur 2.0                  | FR16 (6 Wo.)FR [FR Str.: ←] | FR16 (6 Wo.)FR [FR Str.: ←] | BEW44 (1 Wo.)BEW | — |                                                                      |                                                                                      |
| 2013 | Longueur d’avance Futur 2.0      | FR13 (7 Wo.)FR [FR Str.: ←] | FR13 (7 Wo.)FR [FR Str.: ←] | BEW48 (1 Wo.)BEW | — | feat. Maître Gims                                                    |                                                                                      |
| 2013 | 2.0 Futur 2.0                    | FR41 (2 Wo.)FR [FR Str.: ←] | FR41 (2 Wo.)FR [FR Str.: ←] | — | — |                                                                      |                                                                                      |
| 2013 | Une vie Futur 2.0                | FR44 (3 Wo.)FR [FR Str.: ←] | FR44 (3 Wo.)FR [FR Str.: ←] | — | — |                                                                      |                                                                                      |
| 2013 | Billets verts Futur 2.0          | FR87 (1 Wo.)FR [FR Str.: ←] | FR87 (1 Wo.)FR [FR Str.: ←] | — | — |                                                                      |                                                                                      |
| 2015 | La mort leur va si bien D.U.C.   | FR7 (7 Wo.)FR [FR Str.: ←] | FR7 (7 Wo.)FR [FR Str.: ←] | — | — |                                                                      |                                                                                      |
| 2015 | Caracas D.U.C.                   | FR116 (1 Wo.)FR | FR Str.71 (3 Wo.)FR Str. | — | — |                                                                      |                                                                                      |
| 2015 | Mon pays D.U.C.                  | FR37 (5 Wo.)FR | FR Str.31 (20 Wo.)FR Str. | — | — |                                                                      |                                                                                      |
| 2015 | Temps mort 2.0 D.U.C.            | FR58 (1 Wo.)FR | FR Str.40 (5 Wo.)FR Str. | — | — | feat. Lino                                                           |                                                                                      |
| 2015 | G-Love D.U.C.                    | FR69 (6 Wo.)FR | FR Str.38 (30 Wo.)FR Str. | — | — | feat. Farruko                                                        |                                                                                      |
| 2015 | D.U.C.                           | FR84 (1 Wo.)FR | FR Str.27 (7 Wo.)FR Str. | — | — |                                                                      |                                                                                      |
| 2015 | Bellucci D.U.C.                  | FR86 (1 Wo.)FR | FR Str.37 (6 Wo.)FR Str. | — | — | feat. Future                                                         |                                                                                      |
| 2015 | Loin d’ici D.U.C.                | FR112 (1 Wo.)FR | FR Str.44 (6 Wo.)FR Str. | — | — |                                                                      |                                                                                      |
| 2015 | Mr. Kopp D.U.C.                  | FR146 (1 Wo.)FR | FR Str.60 (4 Wo.)FR Str. | — | — |                                                                      |                                                                                      |
| 2015 | Les meilleurs D.U.C.             | FR151 (1 Wo.)FR | FR Str.50 (6 Wo.)FR Str. | — | — | feat. 40000 Gang                                                     |                                                                                      |
| 2015 | Billets violets D.U.C.           | FR161 (1 Wo.)FR | FR Str.62 (5 Wo.)FR Str. | — | — |                                                                      |                                                                                      |
| 2015 | All Set D.U.C.                   | FR163 (1 Wo.)FR | FR Str.57 (5 Wo.)FR Str. | — | — | feat. Jeremih                                                        |                                                                                      |
| 2015 | Jack Da D.U.C.                   | FR165 (1 Wo.)FR | FR Str.65 (5 Wo.)FR Str. | — | — |                                                                      |                                                                                      |
| 2015 | Mové lang D.U.C.                 | — | FR Str.76 (3 Wo.)FR Str. | — | — | feat. Bridjahting & Gato                                             |                                                                                      |
| 2015 | Ratpis D.U.C.                    | — | FR Str.80 (3 Wo.)FR Str. | — | — | feat. Mavado                                                         |                                                                                      |
| 2015 | Pinocchio Nero Nemesis           | FR115 (1 Wo.)FR | FR Str.26 (15 Wo.)FR Str. | — | — | feat. Damso & Gato                                                   |                                                                                      |
| 2015 | Habibi Nero Nemesis              | FR119 (1 Wo.)FR | FR Str.66 (4 Wo.)FR Str. | — | — |                                                                      |                                                                                      |
| 2015 | Zer Nero Nemesis                 | FR120 (1 Wo.)FR | FR Str.27 (10 Wo.)FR Str. | — | — | feat. Ziboy & Benash                                                 |                                                                                      |
| 2015 | Walabok Nero Nemesis             | FR124 (1 Wo.)FR | FR Str.29 (10 Wo.)FR Str. | — | — |                                                                      |                                                                                      |
| 2015 | Talion Nero Nemesis              | FR137 (1 Wo.)FR | FR Str.32 (6 Wo.)FR Str. | — | — |                                                                      |                                                                                      |
| 2015 | Charbon Nero Nemesis             | FR168 (1 Wo.)FR | FR Str.47 (9 Wo.)FR Str. | — | — |                                                                      |                                                                                      |
| 2015 | Comme les autres Nero Nemesis    | FR169 (1 Wo.)FR | FR Str.55 (7 Wo.)FR Str. | — | — |                                                                      |                                                                                      |
| 2015 | U2K Nero Nemesis                 | — | FR Str.69 (3 Wo.)FR Str. | — | — | feat. Twinsmatic                                                     |                                                                                      |
| 2017 | Petite fille Trône               | FR1 Diamant · (41 Wo.)FR [FR Str.: ←] | FR1 Diamant · (41 Wo.)FR [FR Str.: ←] | — | CH32 (2 Wo.)CH |                                                                      |                                                                                      |
| 2017 | Drapeau noir Trône               | FR2 Platin · (15 Wo.)FR [FR Str.: ←] | FR2 Platin · (15 Wo.)FR [FR Str.: ←] | — | CH91 (1 Wo.)CH |                                                                      |                                                                                      |
| 2017 | 113 Trône                        | FR3 Platin · (17 Wo.)FR [FR Str.: ←] | FR3 Platin · (17 Wo.)FR [FR Str.: ←] | — | CH38 (1 Wo.)CH | feat. Damso                                                          |                                                                                      |
| 2017 | Friday Trône                     | FR2 Diamant · (32 Wo.)FR [FR Str.: ←] | FR2 Diamant · (32 Wo.)FR [FR Str.: ←] | BEW30 (2 Wo.)BEW | CH74 (2 Wo.)CH |                                                                      |                                                                                      |
| 2017 | Trône                            | FR5 Diamant · (16 Wo.)FR [FR Str.: ←] | FR5 Diamant · (16 Wo.)FR [FR Str.: ←] | — | CH34 (1 Wo.)CH |                                                                      |                                                                                      |
| 2017 | Ridin’ Trône                     | FR6 Diamant · (17 Wo.)FR [FR Str.: ←] | FR6 Diamant · (17 Wo.)FR [FR Str.: ←] | — | — |                                                                      |                                                                                      |
| 2017 | Centurion Trône                  | FR7 Gold · (10 Wo.)FR [FR Str.: ←] | FR7 Gold · (10 Wo.)FR [FR Str.: ←] | — | — |                                                                      |                                                                                      |
| 2017 | Ça va aller Trône                | FR9 Gold · (12 Wo.)FR [FR Str.: ←] | FR9 Gold · (12 Wo.)FR [FR Str.: ←] | — | — | feat. Niska & Sidiki Diabaté                                         |                                                                                      |
| 2017 | Bouyon Trône                     | FR10 Gold · (10 Wo.)FR [FR Str.: ←] | FR10 Gold · (10 Wo.)FR [FR Str.: ←] | — | — | feat. Gato                                                           |                                                                                      |
| 2017 | Terrain Trône                    | FR12 Gold · (8 Wo.)FR [FR Str.: ←] | FR12 Gold · (8 Wo.)FR [FR Str.: ←] | — | — |                                                                      |                                                                                      |
| 2017 | À la folie Trône                 | FR13 Platin · (14 Wo.)FR [FR Str.: ←] | FR13 Platin · (14 Wo.)FR [FR Str.: ←] | — | — |                                                                      |                                                                                      |
| 2017 | Magnifique Trône                 | FR14 Gold · (9 Wo.)FR [FR Str.: ←] | FR14 Gold · (9 Wo.)FR [FR Str.: ←] | — | — |                                                                      |                                                                                      |
| 2021 | VVV Ultra                        | FR3 Platin · (15 Wo.)FR [FR Str.: ←] | FR3 Platin · (15 Wo.)FR [FR Str.: ←] | — | CH26 (2 Wo.)CH | feat. Maes                                                           |                                                                                      |
| 2021 | Ultra                            | FR4 Gold · (7 Wo.)FR [FR Str.: ←] | FR4 Gold · (7 Wo.)FR [FR Str.: ←] | — | CH27 (2 Wo.)CH |                                                                      |                                                                                      |
| 2021 | GP Ultra                         | FR2 Gold · (7 Wo.)FR [FR Str.: ←] | FR2 Gold · (7 Wo.)FR [FR Str.: ←] | — | — |                                                                      |                                                                                      |
| 2021 | RST Ultra                        | FR5 Gold · (5 Wo.)FR [FR Str.: ←] | FR5 Gold · (5 Wo.)FR [FR Str.: ←] | — | — |                                                                      |                                                                                      |
| 2021 | Bonne journée Ultra              | FR6 Gold · (4 Wo.)FR [FR Str.: ←] | FR6 Gold · (4 Wo.)FR [FR Str.: ←] | — | — | feat. SDM                                                            |                                                                                      |
| 2021 | Vue sur la mer Ultra             | FR8 Gold · (5 Wo.)FR [FR Str.: ←] | FR8 Gold · (5 Wo.)FR [FR Str.: ←] | — | — | feat. Dala                                                           |                                                                                      |
| 2021 | Je sais Ultra                    | FR9 Gold · (4 Wo.)FR [FR Str.: ←] | FR9 Gold · (4 Wo.)FR [FR Str.: ←] | — | — |                                                                      |                                                                                      |
| 2021 | Dernière fois Ultra              | FR10 Gold · (8 Wo.)FR [FR Str.: ←] | FR10 Gold · (8 Wo.)FR [FR Str.: ←] | — | — | feat. Bramsito                                                       |                                                                                      |
| 2021 | L’olivier Ultra                  | FR12 (4 Wo.)FR [FR Str.: ←] | FR12 (4 Wo.)FR [FR Str.: ←] | — | — |                                                                      |                                                                                      |
| 2021 | Grain de sable Ultra             | FR13 Gold · (4 Wo.)FR [FR Str.: ←] | FR13 Gold · (4 Wo.)FR [FR Str.: ←] | — | — | feat. Elia                                                           |                                                                                      |
| 2021 | 31 Ultra                         | FR14 (4 Wo.)FR [FR Str.: ←] | FR14 (4 Wo.)FR [FR Str.: ←] | — | — |                                                                      |                                                                                      |
| 2024 | Dolce camara Ad vitam æternam    | FR2 Diamant · (… Wo.)FR [FR Str.: ←] | FR2 Diamant · (… Wo.)FR [FR Str.: ←] | BEW14 ×2Doppelplatin · (41 Wo.)BEW | CH19 (3 Wo.)CH | feat. SDM                                                            |                                                                                      |
| 2024 | Saga Ad vitam æternam            | FR4 Platin · (33 Wo.)FR [FR Str.: ←] | FR4 Platin · (33 Wo.)FR [FR Str.: ←] | BEW41 Gold · (1 Wo.)BEW | CH42 (1 Wo.)CH |                                                                      |                                                                                      |
| 2024 | Rebel Ad vitam æternam           | FR7 (4 Wo.)FR [FR Str.: ←] | FR7 (4 Wo.)FR [FR Str.: ←] | BEW45 (1 Wo.)BEW | — |                                                                      |                                                                                      |
| 2024 | Abidal Ad vitam æternam          | FR18 (2 Wo.)FR [FR Str.: ←] | FR18 (2 Wo.)FR [FR Str.: ←] | — | — |                                                                      |                                                                                      |
| 2024 | Bénigni Ad vitam æternam         | FR21 (3 Wo.)FR [FR Str.: ←] | FR21 (3 Wo.)FR [FR Str.: ←] | — | — |                                                                      |                                                                                      |
| 2024 | GM Ad vitam æternam              | FR36 (2 Wo.)FR [FR Str.: ←] | FR36 (2 Wo.)FR [FR Str.: ←] | — | — |                                                                      |                                                                                      |
| 2024 | CVBSP Ad vitam æternam           | FR41 (2 Wo.)FR [FR Str.: ←] | FR41 (2 Wo.)FR [FR Str.: ←] | — | — |                                                                      |                                                                                      |

### Als Gastmusiker
| Jahr | Titel Album                     | Höchstplatzierung, Gesamtwochen, AuszeichnungChartplatzierungen (Jahr, Titel, Album, Platzierungen, Wochen, Auszeichnungen, Anmerkungen) | Höchstplatzierung, Gesamtwochen, AuszeichnungChartplatzierungen (Jahr, Titel, Album, Platzierungen, Wochen, Auszeichnungen, Anmerkungen) | Höchstplatzierung, Gesamtwochen, AuszeichnungChartplatzierungen (Jahr, Titel, Album, Platzierungen, Wochen, Auszeichnungen, Anmerkungen) | Höchstplatzierung, Gesamtwochen, AuszeichnungChartplatzierungen (Jahr, Titel, Album, Platzierungen, Wochen, Auszeichnungen, Anmerkungen) | Anmerkungen                                                                 | [↑]: gemeinsam behandelt mit vorhergehendem Eintrag; [←]: in beiden Charts platziert |
| Jahr | Titel Album                     | FR Downl. | FR Str. | BEW | CH | Anmerkungen                                                                 |                                                                                      |
| --- | ------------------------------- | --- | --- | --- | --- | --------------------------------------------------------------------------- | ------------------------------------------------------------------------------------ |
| 2014 | Même tarif Règlement de comptes | FR8 (3 Wo.)FR | FR Str.39 (2 Wo.)FR Str. | BEW39 (1 Wo.)BEW | — | Erstveröffentlichung: 2. Dezember 2014 Alonzo feat. Booba                   |                                                                                      |
| 2016 | Here Chaleur humaine            | FR52 (3 Wo.)FR | FR Str.152 (1 Wo.)FR Str. | — | — | Erstveröffentlichung: 17. Februar 2016 Christine and the Queens feat. Booba |                                                                                      |
| 2016 | Rouge et bleu Kaos              | FR15 Diamant · (15 Wo.)FR | FR Str.24 (30 Wo.)FR Str. | — | — | Erstveröffentlichung: 11. April 2016 Kalash feat. Booba                     |                                                                                      |
| 2016 | Paris c’est loin –              | FR4 Diamant · (30 Wo.)FR | FR Str.12 (30 Wo.)FR Str. | BEW26 (1 Wo.)BEW | — | Erstveröffentlichung: 18. Juli 2016 Damso feat. Booba                       |                                                                                      |
| 2016 | Infréquentables Yuri            | FR19 Diamant · (44 Wo.)FR | FR Str.9 (17 Wo.)FR Str. | — | — | Erstveröffentlichung: 14. Oktober 2016 Dosseh feat. Booba                   |                                                                                      |
| 2016 | Kiname Tokoos                   | FR10 Gold · (19 Wo.)FR | FR Str.41 (9 Wo.)FR Str. | BEW38 (1 Wo.)BEW | — | Erstveröffentlichung: 7. Dezember 2016 Fally Ipupa feat. Booba              |                                                                                      |
| 2017 | Mula –                          | FR9 (1 Wo.)FR | FR Str.52 (4 Wo.)FR Str. | — | — | Erstveröffentlichung: 13. Januar 2017 Siboy feat. Booba                     |                                                                                      |
| 2017 | Ghetto CDG                      | FR10 Diamant · (37 Wo.)FR [FR Str.: ←]                                                                                                   | FR10 Diamant · (37 Wo.)FR [FR Str.: ←]                                                                                                   | — | — | Erstveröffentlichung: 3. März 2017 Benash feat. Booba                       |                                                                                      |
| 2017 | Oh bah oui Force & Honneur      | FR2 Diamant · (30 Wo.)FR [FR Str.: ←] | FR2 Diamant · (30 Wo.)FR [FR Str.: ←] | — | CH48 (1 Wo.)CH | Erstveröffentlichung: 28. Juni 2017 Lacrim feat. Booba                      |                                                                                      |
| 2018 | Tuba Life Commando              | FR2 Diamant · (42 Wo.)FR [FR Str.: ←] | FR2 Diamant · (42 Wo.)FR [FR Str.: ←] | — | CH29 (2 Wo.)CH | Erstveröffentlichung: 3. Januar 2018 Niska feat. Booba                      |                                                                                      |
| 2018 | Madrina Pure                    | FR1 Diamant · (85 Wo.)FR [FR Str.: ←] | FR1 Diamant · (85 Wo.)FR [FR Str.: ←] | BEW31 (7 Wo.)BEW | CH49 (2 Wo.)CH | Erstveröffentlichung: 25. Oktober 2018 Maes feat. Booba                     |                                                                                      |
| 2018 | Sale mood Prémices              | FR1 Diamant · (60 Wo.)FR [FR Str.: ←] | FR1 Diamant · (60 Wo.)FR [FR Str.: ←] | BEW48 (1 Wo.)BEW | — | Erstveröffentlichung: 1. November 2018 Bramsito feat. Booba                 |                                                                                      |
| 2018 | Kyll –                          | FR2 Platin · (18 Wo.)FR [FR Str.: ←] | FR2 Platin · (18 Wo.)FR [FR Str.: ←] | BEW34 (1 Wo.)BEW | CH62 (1 Wo.)CH | Erstveröffentlichung: 30. November 2018 Médine feat. Booba                  |                                                                                      |
| 2019 | Médicament Mr Sal               | FR1 Diamant · (64 Wo.)FR [FR Str.: ←] | FR1 Diamant · (64 Wo.)FR [FR Str.: ←] | BEW26 Gold · (24 Wo.)BEW | CH43 (8 Wo.)CH | Erstveröffentlichung: 5. April 2019 Niska feat. Booba                       |                                                                                      |
| 2019 | Haï –                           | FR21 (2 Wo.)FR [FR Str.: ←] | FR21 (2 Wo.)FR [FR Str.: ←] | — | — | Erstveröffentlichung: 21. November 2019 Gato feat. Booba                    |                                                                                      |
| 2020 | La zone Ocho                    | FR43 Gold · (3 Wo.)FR [FR Str.: ←] | FR43 Gold · (3 Wo.)FR [FR Str.: ←] | — | — | Erstveröffentlichung: 27. Februar 2020 SDM feat. Booba                      |                                                                                      |
| 2020 | Blanche Les derniers salopards  | FR2 Diamant · (70 Wo.)FR [FR Str.: ←] | FR2 Diamant · (70 Wo.)FR [FR Str.: ←] | BEW49 (2 Wo.)BEW | CH10 (7 Wo.)CH | Erstveröffentlichung: 6. März 2020 Maes feat. Booba                         |                                                                                      |
| 2020 | Tout gâcher Alaska              | FR25 Gold · (9 Wo.)FR [FR Str.: ←] | FR25 Gold · (9 Wo.)FR [FR Str.: ←] | — | CH80 (1 Wo.)CH | Erstveröffentlichung: 15. Oktober 2020 Green Montana feat. Booba            |                                                                                      |
| 2020 | Pompeii –                       | FR8 Gold · (11 Wo.)FR [FR Str.: ←] | FR8 Gold · (11 Wo.)FR [FR Str.: ←] | — | — | Erstveröffentlichung: 3. Dezember 2020 JSX feat. Booba                      |                                                                                      |
| 2021 | Chicha menthe –                 | FR42 (2 Wo.)FR [FR Str.: ←] | FR42 (2 Wo.)FR [FR Str.: ←] | — | — | Erstveröffentlichung: 14. Januar 2021 Bilton feat. Booba                    |                                                                                      |
| 2021 | Daddy Ocho                      | FR14 Diamant · (22 Wo.)FR [FR Str.: ←]                                                                                                   | FR14 Diamant · (22 Wo.)FR [FR Str.: ←]                                                                                                   | — | CH92 (1 Wo.)CH | Erstveröffentlichung: 7. April 2021 SDM feat. Booba                         |                                                                                      |
| 2021 | 32 –                            | FR65 (2 Wo.)FR [FR Str.: ←] | FR65 (2 Wo.)FR [FR Str.: ←] | — | — | Erstveröffentlichung: 24. Juni 2021 Dala feat. Booba                        |                                                                                      |
| 2021 | Kayna (Remix) –                 | FR106 (1 Wo.)FR [FR Str.: ←] | FR106 (1 Wo.)FR [FR Str.: ←] | — | — | Erstveröffentlichung: 24. Juni 2021 Kayna Samet feat. Booba                 |                                                                                      |
| 2021 | GTA –                           | FR20 (3 Wo.)FR [FR Str.: ←] | FR20 (3 Wo.)FR [FR Str.: ←] | — | — | Erstveröffentlichung: 8. Juli 2021 JSX feat. Booba                          |                                                                                      |
| 2021 | Platine o Plomo Réelle vie 3.0  | FR4 (4 Wo.)FR [FR Str.: ←] | FR4 (4 Wo.)FR [FR Str.: ←] | — | CH47 (1 Wo.)CH | Erstveröffentlichung: 24. November 2021 Maes feat. Booba                    |                                                                                      |
| 2022 | Yamanaka –                      | FR192 (1 Wo.)FR [FR Str.: ←] | FR192 (1 Wo.)FR [FR Str.: ←] | — | — | Erstveröffentlichung: 3. März 2022 Sicario feat. Booba                      |                                                                                      |
| 2022 | Trophée Meilleur qu’hier        | FR20 (4 Wo.)FR [FR Str.: ←] | FR20 (4 Wo.)FR [FR Str.: ←] | — | — | Erstveröffentlichung: 22. Juni 2022 Uzi feat. Booba                         |                                                                                      |
| 2022 | Caméléon Arès                   | FR15 Gold · (9 Wo.)FR [FR Str.: ←] | FR15 Gold · (9 Wo.)FR [FR Str.: ←] | — | — | Erstveröffentlichung: 25. August 2022 Timal feat. Booba                     |                                                                                      |
| 2023 | Zénith Précieux                 | FR42 (2 Wo.)FR [FR Str.: ←] | FR42 (2 Wo.)FR [FR Str.: ←] | — | — | Erstveröffentlichung: 12. Januar 2023 Mademoiselle Lou feat. Booba          |                                                                                      |
| 2023 | Panenka B.I.L                   | FR181 (1 Wo.)FR [FR Str.: ←] | FR181 (1 Wo.)FR [FR Str.: ←] | — | — | Erstveröffentlichung: 15. März 2023 Bilton feat. Booba                      |                                                                                      |
| Folgende Lieder erschienen nicht als Single, wurden aber durch das Album zum Download und Streaming bereitgestellt und konnten somit eine Platzierung erlangen: |                                 | | | | |                                                                             |                                                                                      |
| |                                 | | | | |                                                                             |                                                                                      |
| 2012 | Call of Bitume Chef de famille  | FR72 (2 Wo.)FR [FR Str.: ←] | FR72 (2 Wo.)FR [FR Str.: ←] | — | — | Rim'K feat. Booba                                                           |                                                                                      |
| 2013 | L.E.F Or noir                   | FR122 (1 Wo.)FR [FR Str.: ←] | FR122 (1 Wo.)FR [FR Str.: ←] | — | — | Kaaris feat. Booba                                                          |                                                                                      |
| 2015 | A.T.R Nowhere                   | FR141 (2 Wo.)FR | — | — | — | Twinsmatic feat. Booba                                                      |                                                                                      |
| 2016 | M.L.C Zifukoro                  | FR46 (3 Wo.)FR | FR Str.55 (9 Wo.)FR Str. | — | — | Niska feat. Booba                                                           |                                                                                      |
| 2016 | N.W.A. Kaos                     | FR49 (1 Wo.)FR | FR Str.166 (1 Wo.)FR Str. | — | — | Kalash feat. Booba                                                          |                                                                                      |
| 2018 | MQTB Vidalo$$a                  | FR24 (3 Wo.)FR [FR Str.: ←] | FR24 (3 Wo.)FR [FR Str.: ←] | — | — | Dosseh feat. Booba                                                          |                                                                                      |
| 2020 | Charbon 100 visages             | FR27 (3 Wo.)FR [FR Str.: ←] | FR27 (3 Wo.)FR [FR Str.: ←] | — | — | Leto feat. Booba                                                            |                                                                                      |

## Promoveröffentlichungen
Freetracks
- 2015: Vrai (feat. 40000 Gang)

## Statistik

### Chartauswertung
Vom 8. September 2014 bis einschließlich 9. Februar 2017 existierten zwei verschiedene Singlecharts: Top Singles Téléchargés (Downloads) und Top Singles Streaming. Diese wurden ab 10. Februar in der kombinierten Chartliste Top Singles (téléchargement + streaming) zusammengefasst. In der Statistik wird unterschieden zwischen diesen einzelnen Listen, sowie den kombinierten französischen Charts (vor September 2014, bzw. ab Februar 2017).
|                     | FR     | BEW      | CH     |
| ------------------- | ------ | -------- | ------ |
| Nummer-eins-Alben   | FR5FR  | BEW2BEW  | CH—CH  |
| Top-10-Alben        | FR14FR | BEW7BEW  | CH4CH  |
| Alben in den Charts | FR19FR | BEW15BEW | CH12CH |

|                       | FR      | FR Downl.             | FR Str.           | BEW      | CH     |
| --------------------- | ------- | --------------------- | ----------------- | -------- | ------ |
| Nummer-eins-Singles   | FR11FR  | FR Downl.2 FR Downl.  | FR Str.1 FR Str.  | BEW—BEW  | CH—CH  |
| Top-10-Singles        | FR53FR  | FR Downl.9 FR Downl.  | FR Str.4 FR Str.  | BEW3BEW  | CH2CH  |
| Singles in den Charts | FR120FR | FR Downl.42 FR Downl. | FR Str.44 FR Str. | BEW40BEW | CH37CH |

### Auszeichnungen für Musikverkäufe
| Goldene Schallplatte - Italien - 2023: für die Single Téléphone |

Anmerkung: Auszeichnungen in Ländern aus den Charttabellen bzw. Chartboxen sind in ebendiesen zu finden.
| Land/RegionAuszeichnungen für Musikverkäufe (Land/Region, Auszeichnungen, Verkäufe, Quellen) | Gold       | Platin       | Diamant       | Verkäufe   | Quellen         |
| -------------------------------------------------------------------------------------------- | ---------- | ------------ | ------------- | ---------- | --------------- |
| Belgien (BRMA)                                                                               | 2× Gold2   | 3× Platin3   | —             | 80.000     | ultratop.be     |
| Frankreich (SNEP)                                                                            | 33× Gold33 | 20× Platin20 | 25× Diamant25 | 15.033.326 | snepmusique.com |
| Italien (FIMI)                                                                               | Gold1      | —            | —             | 50.000     | fimi.it         |
| Insgesamt                                                                                    | 36× Gold36 | 23× Platin23 | 25× Diamant25 |            |                 |